# Harald Rupp
Harald „Harry“ Rupp (* 2. September 1952) ist ein deutscher Jurist und ehemaliger Nationalspieler des Deutschen Basketball Bundes (DBB). Als Basketball-Bundesligaspieler war Harald Rupp für zwei deutsche Basketballclubs, in Osnabrück und anschließend in Heidelberg, aktiv.

## Leben
Harald Rupp ist im Stadtteil Schinkel von Osnabrück aufgewachsen. Nach dem Abitur am Osnabrücker Gymnasium Carolinum und Ableistung des Militärdienstes begann Rupp ein Studium der Rechtswissenschaft, welches er mit dem ersten juristischen Staatsexamen beendete. Nach dem Referendariat legte er auch das zweite Staatsexamen ab.
Harald Rupp ist seit 1983 im Heidelberger Stadtteil Kirchheim in einer Sozietät als Rechtsanwalt tätig. Er ist verheiratet und hat seit 1973 zusammen mit seiner Partnerin beziehungsweise seiner Familie seinen Lebensmittelpunkt in Heidelberg.

## Spieler in zwei Basketball-Bundesliga-Vereinen

### VfL Osnabrück
Mit dem Basketballsport wurde Harald Rupp, der im direkten Umfeld der Bremer Brücke, dem Fußballstadion des VfL Osnabrück, aufgewachsen ist, in der damaligen „Basketballhochburg“ Osnabrück zuerst als Schüler des Gymnasiums Carolinum konfrontiert.

#### Beginn der Karriere
In der zweiten Hälfte der 1950er Jahre spielten eine Reihe von Schülern des humanistischen Gymnasiums in Osnabrücker Erst- und Zweitliga-Basketballmannschaften. Rupp, von Anfang an für den VfL Osnabrück aktiv, fiel den VfL-Erstligaspielern um den damaligen Kapitän der Basketballnationalmannschaft Klaus Weinand als dreizehnjähriger B-Jugendspieler wegen seines Talents und seines besonderen Interesses am Basketballsport auf. Als A-Jugendspieler entwickelte er sich zusammen mit seinem Mannschaftskameraden Eckhard Meyer zum Jugendnationalspieler des DBB. Im Sommer des Jahres 1968, zu Beginn der Vorbereitungsphase der Saison 1968/1969, berief VfL-Trainer Miloslav Kříž fünf junge Osnabrücker Nachwuchsspieler, jeweils ohne Erst- oder Zweitligaerfahrung, in das Bundesligateam, die sich sämtlich zu Stammspielern beim VfL beziehungsweise zu Bundesligaspielern in anderen deutschen Clubs entwickelten. Zu diesen VfL-Bundesligaspielern gehörte auch der damals sechzehnjährige Jugendspieler Harald Rupp.

#### Mitglied des VfL-Meisterteams
Im Team des VfL Osnabrück bildete Harald Rupp am Ende der Saison 1968/1969, im Endspiel um die deutsche Basketballmeisterschaft und im DBB-Pokal-Finale, in beiden Spielen war der MTV Giessen der Finalgegner, mit den Nationalspielern Helmut Uhlig und Rassem Yahya sowie dem Jugendnationalspieler Michael Haferkamp, ein Schulkamerad vom Gymnasium Carolinum, den Backcourt. Beim VfL Osnabrück spielte er weiter in verschiedenen Spielzeiten mit den Nationalspielern Wilfried Böttger, Heinz Böttner, Egon Homm, Günter Kollmann, Ingbert Koppermann, Eckhard Meyer, Helmut Posern und Klaus Weinand sowie mit dem ČSSR-Nationalspieler Karel Baroch (Slavia Prag) und dem ehemaligen NBA-Profi Ralph Ogden (in der NBA bei San Francisco Warriors aktiv) zusammen.

#### Erfolge in Meisterschaft und Pokal
- 1969 Deutscher Basketballmeister (DBB)
- 1969 Finalist im Wettbewerb um den DBB-Pokal
- 1969 A-Jugend-Vizemeister des DBB[ANM 1][2]
- 1970 Finalist im Wettbewerb um den DBB-Pokal

#### FIBA Europapokalteilnahme
- FIBA Europapokal der Landesmeister 1969/1970 (Runde eins):[3][4]
VfL Osnabrück (FRG) – Budapisti Honvéd SE (HUN),
am 6. November 1969 in Osnabrück 74:88 (35:42) und das Rückspiel am 13. November 1969 in Budapest 92:59 (48:32)
- FIBA Europapokal der Pokalsieger 1970/1971 (Achtelfinale):[5][6]
Panathinaikós AO Athína (GRE) – VfL Osnabrück (FRG),
am 3. Dezember 1970 in Osnabrück 52:89 (22:38) und das Rückspiel am 10. Dezember 1970 im antiken Athener Panathinaikon-Stadion 89:73 (36:36)

### USC Heidelberg
Harald Rupp wechselte zum USC Heidelberg, in das Zentrum des Rhein-Neckar-Kreises, nachdem er vom Management des USC ein für ihn geeignet erscheinendes Angebot erhalten hatte. Ein Effekt des Wechsels nach Heidelberg war, dass er sein Engagement in der Basketball-Bundesliga sowie als Student der Rechtswissenschaften mit einem höheren Wirkungsgrad betreiben konnte. Die Wegezeiten zwischen seiner Wohnung in der Heidelberger Altstadt, der Juristischen Fakultät der Ruprecht-Karls-Universität Heidelberg und dem Trainingszentrum im Neuenheimer Feld waren kurz und verursachten stets nur einen geringen Zeitaufwand. Beim VfL Osnabrück konnte zum Beginn der Saison 1973/1974 der Weggang von Rupp nicht kompensiert werden, zumal in den beiden Jahren nach Gewinn der deutschen Basketballmeisterschaft 1969 bereits sechs Spieler des 1969er Meisterteams, darunter drei Spieler des Kernteams, den VfL verlassen hatten. Das VfL-Team spielte immer noch auf einem guten Liganiveau, konnte aber nie mehr an die sportlichen Erfolgen der zweiten Hälfte der 1960er Jahre anknüpfen.

#### Neu beim Rekordmeister
Harald Rupp wechselte zur Saison 1973/1974 zum Rekordmeister des Deutschen Basketball Bundes. In der Spielzeit 1972/1973 waren die Basketballer der kurpfälzischen Residenzstadt am Neckar zum achten Mal Deutscher Basketballmeister des DBB geworden. Der A-Nationalspieler aus Osnabrück gehörte von Anfang an zu den wichtigen Leistungsträgern des USC, zusammen mit seinen Sportkameraden Dietrich Keller, Hans Riefling und Christoph Staiger aus dem fünfzigköpfigen „Olympiakader 1972“ des DBB. Trainiert wurde das USC-Team vom ehemaligen USC- beziehungsweise Nationalspieler Hans „Lambi“ Leciejewski. In der Saison 1973/1974 erreichte der USC Heidelberg das Finale der deutschen Basketballmeisterschaft, ebenso wie in der Folgesaison 1974/1975 unter US-Trainer Dick Stewart (Deutsche Basketballmeister wurden 1974 der SSV Hagen und 1975 der MTV Gießen.).

#### Einteilige Bundesliga
In der ersten Spielzeit der neu gegründeten einteiligen Basketball-Bundesliga, 1975/1976, die Anforderungen an die Bundesligaspieler und deren Clubs änderten sich „dramatisch“, belegte der USC Heidelberg den vierten Rang. Rupp war 1977 dann an dem Gewinn eines der „klassischen Doubles“ des deutschen Basketballs, im Bereich des DBB, beteiligt. Nachdem das Team durch den ehemaligen Leverkusener Forward Reiner Frontzek, der auf seiner Position zu dem Kreis der leistungsstärksten Spieler in Europa gehörte, und den ebenso spielstarken US-amerikanischen Forward Hershell Lewis verstärkt wurde, gewann das neu formierte Team in der Saison 1976/1977 zum neunten Mal das Meisterschild des DBB und zum ersten Mal den Pokal des DBB (Frontzek und Lewis gehörten stets zu den allerbesten beziehungsweise erfolgreichsten Werfern in der BBL.).
In der Saison 1977/1978, die A-Nationalspieler Keller und Riefling hatten zum Ende der Vorsaison ihre Karriere als Bundesligaspieler beendet, beendete das Team des USC die BBL-Saison auf Rang zwei der Liga und konnte daneben den Wettbewerb um den DBB-Pokal erneut, zum zweiten Mal, gewinnen.

#### Abstieg und Karriereende
Harald Rupp ist der einzige Spieler aus dem Kreis der „Meisterspieler des VfL Osnabrück“, die 1969 die deutsche Basketballmeisterschaft des DBB gewinnen konnten, der nach diesem Meisterschaftserfolg erneut eine deutsche Basketballmeisterschaft und/oder den DBB-Pokal gewinnen konnte. Rupp ist aber ebenso der einzige VfL-Meisterspieler des Jahres 1969, der zu einem Team gehörte, das den sportlich begründeten Abstieg aus der Basketball-Bundesliga erleben musste. Als Kapitän seines Teams erlebte er diese sportliche Entwicklung des USC Heidelberg, nachdem das USC-Team in der Saison 1978/1979 den sechsten Rang in der BBL erreichen konnte und danach nicht mehr an das erfolgreiche Erstligaspiel in den 1950er, 1960er und 1970er Jahren anknüpfen konnte, in den Spielzeiten 1979/1980 und, nach einem Wiederaufstieg in die BBL, 1981/1982 gleich zwei Mal. Nach dem zweiten Abstieg aus der Basketball-Bundesliga beendete Harald Rupp 1982 beim USC Heidelberg seine Karriere als Bundesligaspieler – mangels fehlender sportlicher Perspektive, aber auch, um sich in einem höheren Maße auf die Anforderungen der angestrebten freiberuflichen Rechtsanwaltstätigkeit konzentrieren zu können.

#### Meisterschafts- und Pokalerfolge
- 1974 Vizemeister des DBB
- 1975 Vizemeister des DBB
- 1977 Deutscher Basketballmeister (DBB)
- 1977 DBB-Pokalsieger
- 1978 Rang 2 in der BBL („Vizemeister“)
- 1978 DBB-Pokalsieger

#### FIBA Europapokalteilnahme
FIBA Europapokal der Landesmeister 1973/1974:
- USC Heidelberg (FRG) gegen Sporting Lourenco Marques (POR), aus Maputo in Moçambique (Runde eins),[11]
am 8. November 1973 in Heidelberg 85:65 (37:31) und das Rückspiel am 15. November in Porto (POR) 67:69 (26:31)
- USC Heidelberg (FRG) gegen Real Madrid CF (ESP) (Achtelfinale)[12][13]
am 29. November 1973 in Eppelheim 54:94 (31:46) und das Rückspiel am 6. Dezember 1973 in Madrid 120:48 (43:32)[ANM 2][14][15]

## Spieler in den Nationalmannschaften des DBB
Harald Rupp wurde als jugendlicher Spieler, nachdem er von Miloslav Kříž zu Beginn der Bundesligaspielzeit 1968/1969 als Stammspieler in den Kader des VfL Osnabrück berufen wurde, im Herbst 1968 vom Bundestrainerrat des DBB, unter Vorsitz des DBB-Sportwarts Anton Kartak (USC Heidelberg), in den „Olympiakader 1972“ des DBB aufgenommen. Nach Spielen in den Jugend- und B-Nationalmannschaften machte er als Neunzehnjähriger sein erstes A-Länderspiel im Mai 1970 in Hagen gegen die Nationalmannschaft der USA. 1971 folgten weitere Einsätze im A-Team des DBB. Rupp gehörte zu den Nationalspielern der fünfzigköpfigen „Kartak-Liste“, die in der letzten Phase der Vorbereitung auf die Olympischen Sommerspiele 1972 in München von Bundestrainer Theodor Schober in Länderspielen eingesetzt wurde (Er spielte vor dem olympischen Basketballturnier zuletzt, am 1. Juli 1972, in einem „Testspiel“ des DBB-Olympiateams in München gegen die UdSSR.). In den Jahren von 1973 bis 1977, nach seinem Wechsel zum USC Heidelberg, gehörte Harald Rupp, auf der Position des Guards, dann zu den Stammspielern der A-Nationalmannschaft des DBB. Er spielte in diesem Zeitraum für den DBB zwei FIBA Challenge Rounds, 1973 und 1975, jeweils mit dem Ziel, die Qualifikation für die FIBA Europameisterschaften zu erreichen.

## Basketball nach dem Ende der Karriere
Nach dem Ende seiner Zeit als Basketball-Bundesligaspieler ist Harald Rupp sportlich aktiv geblieben, später auch als Maxi-Basketballer. Mit seinen Basketballkameraden aus dem Kreis ehemaliger Ligaspieler hat Rupp erst an den deutschen Meisterschaften der Altersklassen Ü35 und Ü40 und danach regelmäßig an den Altersklassen-Turnieren der Bundesbestenspiele Basketball für Spieler ab dem 45. Lebensjahr teilgenommen.

## Verantwortung für die Bundesliga-Männermannschaft des USC
Neben seiner freiberuflichen Anwaltstätigkeit war Harald Rupp neun Jahre, bis Mai 2007, als „Sportlicher Leiter“ der ersten Männermannschaft des USC Heidelberg tätig. Diese Aufgabe umfasste auch die Betreuung der Spielzeitenteams bei Auswärts- und Heimspielen. Ebenso hat er fallweise vorübergehend als Trainer und Coach „ausgeholfen“. Rupp erklärte seinen Rücktritt von diesem Amt, nachdem der Aufstieg von der ProB in die ProA, die zweite Liga des professionellen deutschen Basketballsports, gelungen war. Ein Teil der dem „Sportlichen Leiter“ des USC zugeordneten Hauptaufgaben wurde in diesem Zeitpunkt einem neu berufenen Head Coach zugeordnet, der seitdem die Traineraufgabe hauptberuflich wahrnimmt.
Rupp ist geschäftsführender Gesellschafter der „USC Heidelberg Spielbetrieb GmbH“ und steht, zusammen mit dem Dossenheimer Regierungsdirektor Thomas Riedel, Vorsteher des Finanzamtes Mannheim-Stadt, in der Verantwortung für das Management beziehungsweise den Trainings- und Spielbetrieb der ersten Männermannschaft des USC Heidelberg im professionell organisierten deutschen Basketballsport. Neben dem ehemaligen USC-Bundesligaspieler und Thomas Riedel ist eine weitere Persönlichkeit des Basketballsports der Metropolregion Rhein-Neckar Gesellschafter dieses Unternehmens (Dieser Anteilseigner hält eine Mehrheitsbeteiligung.). Rupp hält am Stammkapital der Anteilseigner eine Minderheitsbeteiligung in Höhe von zwanzig Prozent des haftenden Kapitals. Von Seiten des USC Heidelberg und von Rupp wird nicht kommuniziert, ob diese Beteiligung von Rupp für den Verein USC Heidelberg oder für eine dritte Person treuhänderisch gehalten wird oder ob Rupp ohne jede Beschränkung und total eigenen Interessen folgend über diese GmbH-Beteiligung verfügen kann.
Harald „Harry“ Rupp bezeichnet sich seit seinem Rücktritt als „Sportlicher Leiter“ im Mai 2007 selbst – bekannt gegeben unter der Überschrift „Rupp tritt beim USC kürzer“ – im Rahmen seiner ständig betriebenen externen Kommunikation, stets als Mitglied eines in Bezug auf die Satzung des Vereins nicht vorgesehenen und nicht näher bestimmten „Organisationsteams des USC Heidelberg“.